# Pterocerina scalaris
Pterocerina scalaris är en tvåvingeart som beskrevs av Blanchard 1938. Pterocerina scalaris ingår i släktet Pterocerina och familjen fläckflugor. Inga underarter finns listade i Catalogue of Life.